# دره‌پازاری
دره‌پازاری (به ترکی استانبولی: Derepazarı) یک منطقهٔ مسکونی و شهرستان در ترکیه است که در استان ریزه واقع شده‌است.